# Dawid Bajgelmann

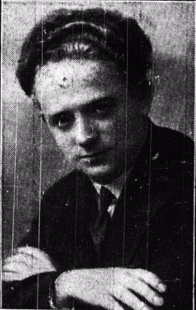
Dawid Bajgelman

Dawid Bajgelman, oftmals auch David Beigelman (geboren 8. Oktober 1887 in Ostrowiec Świętokrzyski, Russisches Kaiserreich; gestorben August/September 1944 oder Februar 1945 in einem Arbeitslager bei Gleiwitz, Deutsches Reich), war ein polnischer Musiker (Geiger, Komponist, Dirigent bzw. Kapellmeister) und Theaterkritiker.

## Leben

### Die frühen Jahre und künstlerische Erfolge bis 1939
Bajgelman alias Beigelman wurde in eine musikalische Familie (neben seinen Eltern sieben Brüder und eine Schwester) hineingeboren. Mit 15 Jahren begann er sich professionell auszubilden, seit 1905 konzentrierte er sich auf das Geigenspiel. An dem Scala-Theater von Lodz, wohin die Familie nach einem Zwischenaufenthalt in Sosnowiec 1912 gezogen war, wie auch im Sinfonieorchester der Stadt wurde Bajgelman beschäftigt. Als talentierter Bühnenmusiker unternahm er frühzeitig Tourneen, die ihn durch Europa wie auch in die USA führten, und komponierte nebenbei Operetten. Besonders großen Erfolg feierte Beigelman mit der Musikfassung des altjüdischen Stücks „Der Dybbuk“. 1922 trat er auch am Neuen Theater von Krakau auf, mit demselben Ensemble ging Bajgelman 1926 auf Tournee nach Afrika und Südamerika. Wieder daheim, begann sich David Beigelman als Kapellmeister am winzigen jüdischen Azazel-Theater in Warschau zu engagieren. In den Folgejahren wirkte Bajgelman an jüdischen wie nichtjüdischen Bühnen, in Lemberg wie in Warschau, in Rzeszów wie im heimatlichen Lodz. Er verfasste einzelne jüdische Lieder wie Revuen, Operetten wie Tanzstücke (Foxtrott, Tango und Slowfox). Er nahm aber auch Schallplatten auf und erschien als musikalischer Leiter in der Synagoge. Selbst als Gastautor von musikalischen Essays (etwa im jiddischsprachigen „Najer Fołksblat“ von Lodz) ist er nachzuweisen.

### Leben unter nationalsozialistischem Terror 1940 bis 1944
Seit dem Frühjahr 1940 wurde der jüdische Musiker im Ghetto seiner Heimatstadt Lodz festgesetzt. Dort beteiligte sich Beigelman intensiv am Kulturleben. Das erste Ghetto-Sinfoniekonzert leitete er am 1. März 1941, weitere musikalische Beigelman-Auftritte bis zur gewaltsamen, weitgehenden Beendigung jüdischen Kulturlebens im Ghetto von Litzmannstadt zum Jahresende 1943 folgten. 1944 wurde der Künstler in das Vernichtungslager Auschwitz deportiert. Nach einer Quelle soll Dawid Bajgelman im Februar des darauffolgenden Jahres, unmittelbar vor seiner anstehenden Befreiung, in einem Arbeitslager bei Gleiwitz an Erschöpfung gestorben sein. Anderen Quellen zufolge soll er bereits im August oder September 1944 von einem betrunkenen Lagerältesten erschlagen worden sein. Zu Beigelmans Vermächtnis zählt seine Komposition „Tsigaynerlid“ (jiddisch für „Zigeunerlied“), mit dem er den im Litzmannstädter Ghetto von den Nazis verfolgten und vernichteten Sinti und Roma seine Reverenz erwies.

### Familiäres
Bajgelman war mit der Schauspielerin Anna Foderman verheiratet. Sie kam im Lodzer Ghetto ums Leben. Beider Sohn Pinchas Beigelman (1915–1981), gleichfalls ein Musiker, überlebte den Krieg in der Sowjetunion und wanderte 1945 in die USA aus.